# Regius Professor of Physiology (Glasgow)
Regius Professorship of Physiology (ursprungligen Regius Chair of Theory of Physic or Institutes of Medicine) är en professur vid Glasgows universitet.
Lärostolen instiftades 1839 av drottning Viktoria och är en av flera poster som Regius Professor vid lärosätet. År 1893 bytte den namn till Regius Professor of Physiology.

## Innehavare
- 1839–1876, Andrew Buchanan
- 1876–1906: John Gray McKendrick
- 1906–1928: Diarmid Noel Paton
- 1928–1947: Edward Provan Cathcart
- 1947–1970: Robert Campbell Garry
- 1971–1990: Otto Fred Hutter
- 1991–2012: Ian McGrath
- 2013– Tomasz Jan Guzik